# Jakob Varner

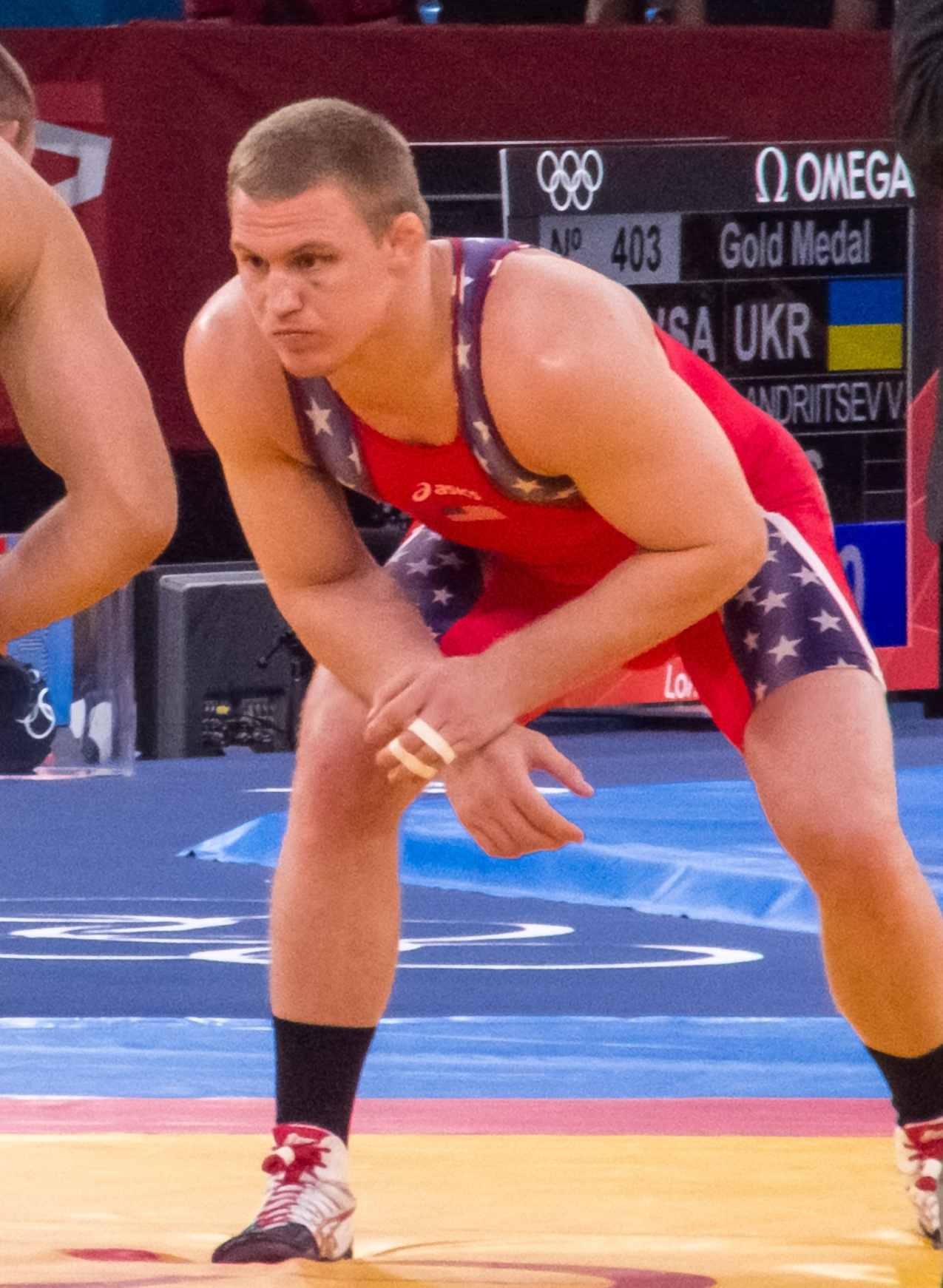
Jakob Varner 2012

Jakob Ernest Varner (* 24. März 1986 in Bakersfield (Kalifornien)) ist ein US-amerikanischer Ringer. Er wurde 2012 in London Olympiasieger im freien Stil im Halbschwergewicht.

## Werdegang
Jake Varner wuchs in Bakersfield auf und begann dort an der Bakersfield High School, wo sein Vater sein erster Trainer war, mit dem Ringen. Er konzentriert sich voll auf den freien Stil. In seiner High-School-Zeit wurde er zweimal kalifornischer Meister und erzielte in dieser Zeit bei 169 Kämpfen 159 Siege. 2005 belegte er bei der US-amerikanischen Juniorenmeisterschaft im Mittelgewicht hinter Jake Herbert den 2. Platz, konnte diesen aber bei der US-amerikanischen Ausscheidung für die Junioren-Weltmeisterschaft in Vilnius besiegen. In Vilnius konnte er sich aber nicht im Vorderfeld platzieren.
Bei den US-amerikanischen Studentenmeisterschaften (NCAA-Championships) belegte er in den Jahren 2007 und 2008 im Mittelgewicht bzw. im Halbschwergewicht jeweils den 2. Platz. In den Jahren 2009 und 2010 gewann er diesen Titel im Halbschwergewicht.
Seit 2005 startete Jake Varner zunächst für den Sunkist Kids Wrestling Club (WC) und seit 2010 ringt er für den Nittany Lion WC. Sein Trainer ist seit dieser Zeit der Olympiasieger von 2004 Cael Sanderson. 2007 startete Jake Varner auch erstmals bei den USA-Meisterschaften. Er belegte dabei im Mittelgewicht den 8. Platz und im Jahre 2008 im Halbschwergewicht den 7. Platz. Im Jahre 2009 gelang ihm dann der große Sprung nach vorne. Er wurde in diesem Jahr US-amerikanischer Meister im Halbschwergewicht vor Kyle Cerminara und Wynn Michalak. Er setzte sich dann auch bei der WM-Ausscheidung (Trials) mit zwei Siegen über Andy Hrovat durch. Bei der Weltmeisterschaft 2009 in Herning/Dänemark siegte er über Dániel Ligeti, Ungarn und Takao Isokawa aus Japan, unterlag aber dann gegen Saeed Abrahimi aus dem Iran, womit er ausschied und den 9. Platz belegte.
2010 belegte Jake Varner bei der USA-Meisterschaft hinter James Bergman den 2. Platz und verlor gegen diesen Ringer auch bei der Weltmeisterschafts-Ausscheidung. Er kam deshalb in diesem Jahr zu keinen Starts bei den internationalen Meisterschaften. Im Dezember 2010 siegte er aber in Troy (New York) in einem Länderkampf gegen Russland über Marat Ibragimow nach Punkten (2:1 Runden, 0:2, 4:1, 2:1 Punkte).
Das Jahr 2011 wurde dann zu einem sehr erfolgreichen Jahr für Jake Varner. Er besiegte zunächst in New York in einem Länderkampf gegen Russland Schamil Achmedow nach Punkten (2:1 Runden, 5:0, 0:1, 4:0 Punkte). Dann wurde er zum zweiten Mal US-amerikanischer Meister im Halbschwergewicht vor Dan Erekson, Jack Jensen und David Zabriskie. Er setzte sich dann auch bei den WM-Trials mit zwei Siegen über Chad Hanke durch und vertrat die Vereinigten Staaten bei der Weltmeisterschaft in Istanbul. In Istanbul besiegte er Krassimir Kotschew, Bulgarien und Wu Yunbilige, China nach Punkten und unterlag dann gegen Serhat Balci aus der Türkei. Da dieser das Finale erreichte, konnte er sich in der Trostrunde mit Siegen über Rustam Iskandari, Tadschikistan und Taimuras Tigijew, Kasachstan noch eine WM-Bronzemedaille erkämpfen. Im Oktober 2011 gewann Jake Varner dann bei den Pan Amerikanischen Spielen in Guadalajara seinen ersten internationalen Meistertitel. Er siegte dort im Halbschwergewicht vor Luis Vivenes Urbaneja, Venezuela, Chetag Pliev, Kanada und Juan Martinez Ibarguen, Kolumbien.
Zum großen Schlag holte Jakob Varner dann bei den Olympischen Spielen 2012 in London aus. Er wurde dort mit Siegen über Kurban Kurbanow, Usbekistan, Chetag Pliev, Georgi Gogschelidse, Georgien und Waleri Andriizew, Ukraine, Olympiasieger.
Nach diesem Olympiasieg setzte er seine Karriere auch in den folgenden Jahren fort. Im Mai 2013 belegte er beim Dan Kolow & Nikolai Petrow-Memorial in Sofia hinter seinem Landsmann Wynn Michalak den 2. Platz. 2014 wurde er wieder USA-Meister vor Wynn Michalak und setzte sich auch bei der US-amerikanischen WM-Ausscheidung durch. Bei der Weltmeisterschaft in Taschkent besiegte er in seinem ersten Kampf William Harth aus Deutschland, unterlag aber in seinem nächsten Kampf gegen Waleri Andriizew. Da dieser das Finale nicht erreichte, schied er aus und kam nur auf d3n 13. Platz.
Am 11./12. April 2014 stand er im US-amerikanischen Team, die beim Mannschafts-Welt-Cup in Los Angeles das Finale erreichte, in diesem aber gegen den Iran mit 3:5 Siegen unterlag. Jakob Varner stellte sich dabei in guter Form vor und besiegte Chudurbulga Dorjchand, Mongolei, unterlag dann gegen Juri Belonowski aus Russland und schlug danach auch Javier Cortina aus Kuba und den WM-Dritten von 2013 Mohammadhossein Askari Mohammadian aus dem Iran nach Punkten.

## Internationale Erfolge
| Jahr | Platz | Wettbewerb                                      | Gewichtsklasse | Ergebnis |
| 2009 | 9.    | WM in Herning/Dänemark                          | Halbschwer     | nach Siegen über Dániel Ligeti, Ungarn und Takao Isokawa, Japan und einer Niederlage gegen Saeed Abrahimi, Iran                                                                           |
| 2010 | 2.    | New-York-Athletic-Club-International            | Halbschwer     | hinter James Bergman, USA, vor Marat Ibragimow, Russland und Wynn Michalak, USA |
| 2011 | 5.    | „Iwan-Yarigin“-Golden-Grand-Prix in Krasnojarsk | Halbschwer     | hinter Schamil Achmedow, Wladislaw Baizajew, Georgi Ketojew und Juri Belonowski, alle Russland                                                                                            |
| 2011 | 1.    | „Ion-Corneanu“-Memorial in Târgoviște/Rumänien  | Halbschwer     | vor Krassimir Kotschew, Bulgarien, Luis Vivenes Urbaneja, Venezuela und Georg Harth, Deutschland                                                                                          |
| 2011 | 3.    | WM in Istanbul                                  | Halbschwer     | nach Siegen über Krassimir Kotschew und Wu Yunbilige, China, einer Niederlage gegen Serhat Balci, Türkei und Siegen über Rustam Iskandari, Tadschikistan und Taimuras Tigijew, Kasachstan |
| 2011 | 1.    | Pan Amerikanische Spiele in Guadalajara         | Halbschwer     | vor Luis Vivenes Urbaneja, Chetag Pliev, Kanada und Juan Martinez Ibarguen, Kolumbien |
| 2012 | 3.    | Golden-Grand-Prix in Krasnojarsk                | Halbschwer     | hinter Abdussalam Gadissow und Ibragim Saidow, beide Russland |
| 2012 | 6.    | Welt-Cup in Baku                                | Halbschwer     | hinter Elisbar Okiladse, Georgien, Chetag Gasjumow, Aserbaidschan, Reza Yazdani, Iran, Georgi Sredkow, Bulgarien und Makat Ibragimow, Russland                                            |
| 2012 | 1.    | Canada-Cup in Guelph                            | Halbschwer     | vor Manjot Sandhu, Kanada und Javier Lacerra, Kuba |
| 2012 | Gold  | OS in London                                    | Halbschwer     | nach Siegen über Kurban Kurbanow, Usbekistan, Chetag Pliev, Georgi Gogschelidse, Georgien und Waleri Andriizew, Ukraine                                                                   |
| 2013 | 2.    | Dan Kolow & Nikolai Petrow-Memorial in Sofia    | Halbschwer     | hinter Wynn Michalak, USA, vor Muren Mutlu, Türkei und Georgi Sredkow, Bulgarien |
| 2014 | 12.   | „Yasar-Dogu“-Memorial in Istanbul               | bis 97 kg      | nach einem Sieg über Farouk Akkoyan, Türkei und einer kampflosen Niederlage (Verletzung) gegen Riza Yildirim, Türkei                                                                      |
| 2014 | 3.    | Golden-Grand-Prix in Baku                       | bis 97 kg      | hinter Chetag Gasjumow und Waleri Andriizew |
| 2014 | 13.   | WM in Taschkent                                 | bis 97 kg      | nach einem Sieg über William Harth, Deutschland und einer Niederlage gegen Waleri Andriizew                                                                                               |

## Länderkämpfe
| Jahr | Ort                    | Begegnung          | Gewichtsklasse | Ergebnis                                          |
| 2010 | Troy (New York)        | USA gegen Russland | Halbschwer     | Punktsieger über Marat Ibragimow                  |
| 2011 | New York               | USA gegen Russland | Halbschwer     | Punktsieger über Schamil Achmedow                 |
| 2015 | Los Angeles (Welt-Cup) | USA gegen Mongolei | bis 97 kg      | Punktsieg über Chuderbulga Dorjchand              |
| 2015 | Los Angeles (Welt-Cup) | USA gegen Russland | bis 97 kg      | Punktniederlage gegen Juri Belonowski             |
| 2015 | Los Angeles (Welt-Cup) | USA gegen Kuba     | bis 97 kg      | Punktsieg über Javier Cortina                     |
| 2015 | Los Angeles (Welt-Cup) | USA gegen Iran     | bis 97 kg      | Punktsieg über Mohammadhossein Askari Mohammadian |

## Nationale Wettkämpfe
| Jahr | Platz | Wettbewerb                | Gewichtsklasse | Ergebnis                                            |
| 2004 | 3.    | USA-Juniorenmeisterschaft | Mittel         |                                                     |
| 2005 | 2.    | USA-Juniorenmeisterschaft | Mittel         | hinter Jake Herbert                                 |
| 2005 | 1.    | Junioren-WM-Trials        | Mittel         | vor Jake Herbert                                    |
| 2007 | 2.    | NCAA-Championships        | Mittel         |                                                     |
| 2007 | 8.    | USA-Meisterschaft         | Mittel         | Sieger: Joe Williams vor Lee Fullhart               |
| 2008 | 2.    | NCAA-Championships        | Halbschwer     |                                                     |
| 2008 | 7.    | USA-Meisterschaft         | Halbschwer     | Sieger: Daniel Cormier vor Nik Fekete               |
| 2009 | 1.    | NCAA-Championships        | Halbschwer     |                                                     |
| 2009 | 1.    | USA-Meisterschaft         | Halbschwer     | vor Kyle Cerminara, Wynn Michalak und Dallas Herbst |
| 2009 | 1.    | WM-Trials                 | Halbschwer     | vor Andy Hrovat                                     |
| 2010 | 1.    | NCAA-Championships        | Halbschwer     |                                                     |
| 2010 | 2.    | USA-Meisterschaft         | Halbschwer     | hinter James Bergman, vor Pat Cummins               |
| 2010 | 2.    | WM-Trials                 | Halbschwer     | hinter James Bergman                                |
| 2011 | 1.    | USA-Meisterschaft         | Halbschwer     | vor Dan Erekson, Jack Jensen und David Zabriskie    |
| 2011 | 1.    | WM-Trials                 | Halbschwer     | vor Chad Hanke                                      |
| 2012 | 1.    | OS-Trials                 | Halbschwer     | mit zwei Siegen über Thomas Rowlands                |
| 2014 | 1.    | USA-Meisterschaft         | bis 97 kg      | vor Wynn Michalak, J.D. Bergman und Dezon Winn      |
| 2014 | 1.    | WM-Trials                 | bis 97 kg      | vor Dustin Kilgore, Dezon Winn und J.D. Bergman     |

Erläuterungen
- alle Wettkämpfe im freien Stil
- OS = Olympische Spiele
- WM = Weltmeisterschaft
- Mittelgewicht, Gewichtsklasse bis 84 kg, Halbschwergewicht, bis 96 kg Körpergewicht (bis 2013); nach einer Gewichtsklassen-Reform durch den Internationalen Ringer-Welt-Verband FILA – nunmehr UWW = United-Word-Wrestling – seit 1. Januar 2014 bis 97 kg Körpergewicht
- Trials = Ausscheidungswettkampf